# Лесной (Матвеево-Курганский район)
Лесной — хутор в Матвеево-Курганском районе Ростовской области.
Входит в состав Малокирсановского сельского поселения.

## География

### Улицы
- ул. Молодёжная,
- ул. Юбилейная.

## Население
| 2010 |
| ---- |
| 125  |